# Jilintai-Talsperre
Die Jilintai-Talsperre (Jilintai I, chinesisch 吉林台一级电站, Pinyin Jílíntái yījí jiànzhàn – „Erstes Kraftwerk Jilintai“) ist eine Talsperre am Kax mit einem CFR-Staudamm als Absperrbauwerk. Sie steht 29 km östlich von Nilka im Kreis Nilka in Xinjiang, China.
Der Staudamm wurde zwischen 2001 und 2005 gebaut und hat mehrere Zwecke, vor allem Wasserkraftgewinnung. Das Wasserkraftwerk hat 460 MW. Jilintai I ist der erste von zehn Talsperren, die am Kax geplant sind. Der Speicherraum des Stausees beträgt 2530 Mio. m³, der Nutzraum ist 1700 Mio. m³ groß.
Der Bau von Jilintai II, das direkt stromabwärts liegt, begann im Mai 2008 und dessen 50-MW-Kraftwerk wurde im Oktober 2010 in Dienst gestellt. Das Projekt, einschließlich Verteilerdamm, war im April 2011 fertig.